# Počitelj (Gospić)
Počitelj falu Horvátországban Lika-Zengg megyében. Közigazgatásilag Gospićhoz tartozik.

## Fekvése
Gospićtól légvonalban 12 km-re, közúton 20 km-re délkeletre a Likai karsztmező nyugati szélén, a Gospićot Gračaccal összekötő 50-es számú főúttól 5 km-re délnyugatra fekszik. A falu Velebit alatti része bővelkedik nagy vízhozamú forrásokban, melyek közül a legjelentősebbek a Bungrovac, a Kipilo, a Muratovača, az Odušivo vrelo, a Studeno vrelo, a Suvaja, a Krivajica, a Mliništa, a Točak, a Crno vrelo, a Bijelo vrelo és mások. Ezek közül több sohasem szárad ki. A legérdekesebb közülük a Kipilo, amely nyáron alig csörgedezik, de az év többi szakában akkora a vízhozama, hogy teljesen kitölti a medrét.

## Története
A falutól délnyugatra, Vuksani településrész felett emelkedő magaslaton romok láthatók, Počitelj (más néven Vuksan) középkori várának romjai. Počitelj vára a középkori Lika egyik legjelentősebb helye volt. Ismert, hogy IV. Béla magyar király 1263-ban itt tanácskozott a Mogorović nembeli Petar Tolimirović likai ispánnal. Ekkor említik először „Pochitel” alakban. A név a latin „citattella” (fellegvár) horvátosodott változatából (čitelj) származhat, melyhez az alatt jelentésű „pod” elöljárószó járult. A király a Lika megye végében lévő korábbi megyeszékhelyet, szerette volna a megye közepére áttenni. Ennek érdekében a megye északnyugati részén lévő birtokait elcserélte Tolimirović itteni birtokaira, majd a Vuksani feletti 741 méter magas Gradina hegyen várat kezdett építeni. A vár a 13. század végére épült fel. Alatta fejlődött ki egy nagyobb előváros, ahol kereskedők és kézművesek éltek, míg a várjobbágyok és szolgálónépek a közeli falvakban épített házakban laktak. Ez akkoriban teljesen szokványos volt. Počiteljtől délkeletre feküdt Kukljić ahol a Mogorović család leszármazottai laktak, erődített udvarházuk a Lika partján állt. Počitelj vára 1332-ben Gjuro Vlatković tulajdona, majd 1345-ben Ivan Nelipić cetini grófé, 1371-ben pedig Bellanti Péter buskai és počitelji grófé. A horvát főurak Mária magyar királynő elleni lázadása idején a vár ura Palizsnai János vránai perjel volt. 1387-ben a királynő hű, magyar főurakat is ebben a várban tartották fogságban. Végül Zsigmond király híve, Frangepán V. János gróf ostrom alá fogta a várat, majd kiéheztetéssel kikényszerítette átadását. Ezután 1393-ban az itteni fogságból kiszabadult korbáviai Kurjákovics grófok szerezték meg a várat és megtartották egészen 1527-ig, amikor török kézre került. 1449-ben jelentős vásárhelyként említik. 1577-ben megemlítik, hogy várában török őrség van. A török kiűzése (1689) után pravoszláv vallású vlachokkal telepítették be, akik 1725-ben felépítették a Legszentebb Istenanya Mennybevétele tiszteletére szentelt templomukat. 1857-ben 1340, 1910-ben 1548 lakosa volt. A trianoni békeszerződés előtt Lika-Korbava vármegye Gospići járásához tartozott. Ezt követően előbb a Szerb-Horvát-Szlovén Királyság, majd Jugoszlávia része lett. 1991-ben lakosainak 96 százaléka szerb nemzetiségű volt. 1993. szeptember 9. és 17. között a horvátok „Medački džep” (Medaki zseb) fedőnevű ellencsapásakor teljesen lerombolták, lakossága elmenekült. A falunak 2011-ben mindössze 4 lakosa volt.

## Lakosság
| Lakosság változása | Lakosság változása | Lakosság változása | Lakosság változása | Lakosság változása | Lakosság változása | Lakosság változása | Lakosság változása | Lakosság változása | Lakosság változása | Lakosság változása | Lakosság változása | Lakosság változása | Lakosság változása | Lakosság változása | Lakosság változása |
| ------------------ | ------------------ | ------------------ | ------------------ | ------------------ | ------------------ | ------------------ | ------------------ | ------------------ | ------------------ | ------------------ | ------------------ | ------------------ | ------------------ | ------------------ | ------------------ |
| 1857               | 1869               | 1880               | 1890               | 1900               | 1910               | 1921               | 1931               | 1948               | 1953               | 1961               | 1971               | 1981               | 1991               | 2001               | 2011               |
| 1.340              | 1.505              | 1.432              | 1.550              | 1.674              | 1.548              | 1.594              | 1.626              | 1.143              | 1.008              | 800                | 640                | 426                | 307                | 14                 | 4                  |

## Nevezetességei
- A Vuksani nevű településrész feletti 741 méter magas hegyen találhatók Počitelj (más néven Vuksan) középkori várának romjai. A vár szerkezete Ivan Devčić horvát történész és publicista 20. század eleji leírásából ismert. Eszerint a vár legjelentősebb objektum a hegy csúcsán elhelyezkedő lakótorony volt, melyet fal övezett feltehetően egy kaputoronnyal. A lakótorony a legnagyobb méretű volt az akkori Horvátország és Szlavónia területén. Másik jelentős épülete a szintén fallal övezett várpalota volt. A vár területét egy szakadék vágta ketté, amelyen át híd ívelhetett át. A 20. század elején még a nagyobbik épület nyílászáróinak maradványai felismerhetők voltak. Az építmény falai belülről már elpusztultak, de kívülről még 8 m magasan álltak. Az épület közelében mintegy 4 méternyi távolságra, Devčić egy ciszternát is látott. A nagy épület mellett egy kisebb építmény maradványai is látszódtak. A védőfal a kisebb épülettől húzódott nyugati irányba a nagyobb épületig. A falak itt egy udvart határoltak. A harmadik épület maradványai az északi fal előtt voltak. A Devčić által közölt adatokat, a közelmúlt háborús cselekményei miatt, nem lehetett ellenőrizni, mivel a vár környéke alá van aknázva, így megközelítése életveszélyes.
- Innen származik az az 1393-ban kelt okirat, amely a legrégibb glagolita gyorsírást tartalmazza.
- A Legszentebb Istenanya Mennybevétele tiszteletére szentelt szerb pravoszláv temploma 1725-ben épült. 1949-ben Vízkereszt idején lebontották. Pakókiájához Sitnik, Njegovani és Ljubojevići tartoznak.
- A történeti források a falutól délkeletre egy Szent János tiszteletére szentelt templomot és ferences kolostort említenek. A templom és a kolostor a Velebit északi oldalán egy hegyen állt. Ezt a helyet azóta is Sveti Ivan na Gorinak nevezik. A nép emlékezetében zarándokhelyként őrződött meg, ahova minden évben összegyűlnek a likai horvátok. A közeli forrásnak a néphit csodatevő erőt tulajdonít, mellyel a szemet megmosva a vakok visszanyerik látásukat. Ismert, hogy ezen a helyen a likai horvátok a likai szerbekkel is találkoztak, akik egykor szintén elzarándokoltak ide.